# Quận Tripp, South Dakota
Quận Tripp là một quận thuộc tiểu bang Nam Dakota, Hoa Kỳ. Quận lỵ đóng ở Winner6. Quận được đặt tên theo Bartlett Tripp. Dân số theo điều tra năm 2010 của Cục điều tra dân số Hoa Kỳ là 5644 người.

## Địa lý
Theo Cục điều tra dân số Hoa Kỳ, quận này có diện tích 4190 km2, trong đó có 13 km2 là diện tích mặt nước.